# Vraagcurve
In de economie is de vraagcurve of prijsafzetcurve een grafiek die de relatie afbeeldt tussen diverse prijzen van een bepaald goed en de hoeveelheid van dat goed die een afnemer bij elk van die prijzen bereid zou zijn aan te schaffen. Het gaat hierbij dus niet om de hoeveelheid die een afnemer bij een bepaalde prijs daadwerkelijk aanschaft, maar om de hoeveelheid die hij tegen een gegeven prijs bereid zou zijn af te nemen. Het verband is dan ook hypothetisch. Een vraagcurve alleen kan nooit verklaren welke prijs voor een goed daadwerkelijk tot stand komt. Voor een grafische weergave van het proces van prijsvorming is naast de vraagcurve ook een aanbodcurve nodig.
Er wordt onderscheid gemaakt tussen individuele en geaggregeerde (collectieve) vraagcurven. Een geaggregeerde vraagcurve is de horizontale optelling van de individueel gevraagde hoeveelheden van het goed door alle afnemers van een bepaald goed bij verschillende prijzen. 

## Algemeen

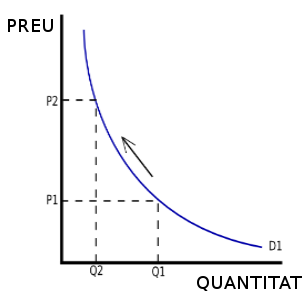
Figuur 1. Een voorbeeld van een vraagcurve. Bij prijs p1 zou de gevraagde hoeveelheid q1 bedragen. Stel dat de prijs stijgt naar p2 dan zou de gevraagde hoeveelheid q2 worden.

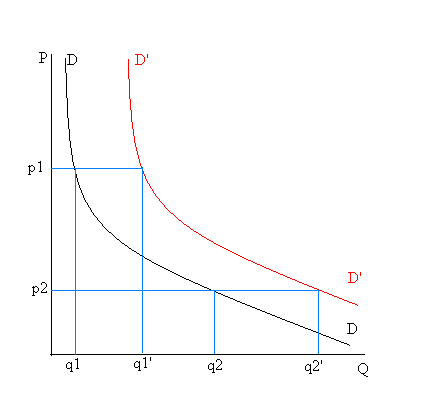
Figuur 2. Een vraagcurve verschuift evenwijdig aan zichzelf als een van de ceteris paribus vraagfactoren verandert. In deze figuur neemt bij elke prijs de vraag naar het goed toe, de vraagcurve (D) verschuift naar rechts (D').

De vraagcurve is een grafische weergave van een vraagschema, waarbij de gewenste hoeveelheden die bij verschillende prijzen horen worden genoteerd. Bij deze analyse is de prijs de onafhankelijke variabele en de hoeveelheid de afhankelijke variabele. De prijs bepaalt immers hoeveel er gevraagd wordt. In tegenstelling tot wat wiskundig gebruikelijk is, wordt bij de grafische weergave van de vraagcurve de onafhankelijke variabele niet op de horizontale, maar op de verticale as geplaatst en de afhankelijke variabele op de horizontale as. In de economie worden geldbedragen over het algemeen op de verticale as geplaatst. Dit is in navolging van de Engelse econoom Alfred Marshall, die deze notatie voor het eerst toepaste.
De analyse van een vraagcurve gebeurt onder de ceteris paribus clausule. Dit wil zeggen dat bij het vaststellen van de gevraagde hoeveelheid bij een bepaalde prijs andere omstandigheden die ook invloed hebben op de vraag constant worden gehouden. Bij het verband tussen prijs en gevraagde hoeveelheid zijn die ceteris paribus factoren het inkomen, de prijs van andere goederen en het behoeftenschema. Bij een analyse van een collectieve vraagcurve komt daar nog het aantal vragers bij.
Een vraagcurve heeft over het algemeen een dalend verloop, bij een prijsstijging daalt de gevraagde hoeveelheid en andersom. Het verband tussen prijsverandering en gevraagde hoeveelheid is negatief. Slechts in uitzonderlijke situaties zal dat verband positief zijn. Men spreekt dan van een Giffen-goed of van een Veblen-goed.

## Gevraagde hoeveelheid en vraag
Stel dat in figuur 1 de prijs stijgt van p1 naar p2. De gevraagde hoeveelheid neemt hierdoor af van q1 naar q2. Deze verandering in de gevraagde hoeveelheid wordt weergegeven door een verschuiving langs de lijn, de vraagcurve zelf verschuift niet. Deze verandering in de gevraagde hoeveelheid als gevolg van de prijstijging wordt grafisch weergegeven door een verschuiving langs de vraagcurve. De vraagcurve zelf verschuift niet, omdat in de grafiek uitsluitend het verband tussen diverse prijzen en de daarbij behorende gevraagde hoeveelheden wordt weergegeven. De overige factoren worden constant verondersteld. In dit geval noemt men de verandering van q1 naar q2 een verandering van de gevraagde hoeveelheid.
Hoewel de ceteris paribus voorwaarden bij de analyse van een vraagcurve buiten beschouwing worden gelaten, heeft een verandering van die voorwaarden wel invloed op het verloop van de vraagcurve. Stel dat het inkomen toeneemt. Men kan dan beredeneren dat de vrager bij elke prijs van een goed meer van dat goed gaat vragen dan voorheen. In figuur 2 neemt bij prijs p1 de hoeveelheid toe van q1 naar q1' en bij prijs p2 stijgt de gevraagde hoeveelheid van q2 naar q2'. Het gevolg van de inkomensstijging is dat de vraagcurve in zijn geheel verschuift. Als bij elke prijs meer (of minder) wordt gevraagd noemt men dit een verandering van de vraag. In dit geval verschuift de curve naar rechts, de vraag neemt toe. Een vraagafname kan worden weergegeven door een evenwijdige verschuiving naar links
Dit effect geldt ook voor bijvoorbeeld in verandering in de behoeften. Een reclamecampagne kan door effectief psychologisch in te spelen op de wensen van een vrager, leiden tot een toename naar de behoefte van dat goed. In dat geval zal men spreken van een toename van de vraag, de vraagcurve zal naar rechts verschuiven. Als de reclamecampagne daarentegen bestaat uit een prijsverlaging van een goed zal er een verschuiving langs de vraagcurve van dat goed plaatsvinden. Voor de overige vraagfactoren geldt de ceteris paribus-voorwaarde. Dan is er sprake van een toename van de gevraagde hoeveelheid.

## Grafische afleiding van de individuele vraagcurve

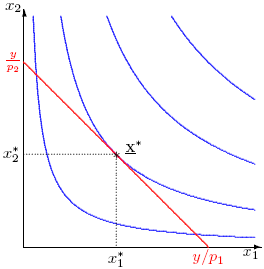
Figuur 3. Punt x* geeft voor deze afnemer het optimum weer bij zijn keuzemogelijkheden om goed x1 en x2 aan te schaffen. X* ligt op de hoogst bereikbare isonutcurve (blauw), terwijl nog net wordt voldaan aan de budgetbeperking (rood).

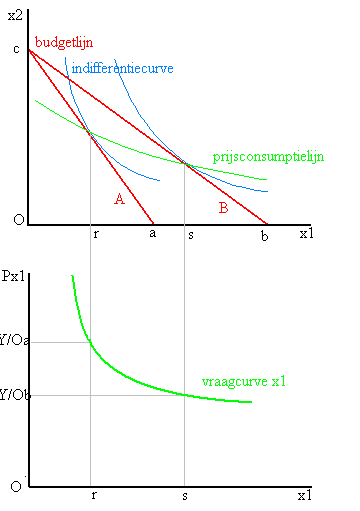
Figuur 4. Afleiding van de individuele vraagcurve uit de prijsconsumptielijn.

### Het optimum voor een vrager
Het verloop van zowel de individuele als de collectieve vraaglijn kan worden verklaard uit de theorie van het gedrag van de individuele consument, zoals is geformuleerd door Vilfredo Pareto en John Hicks. Verondersteld wordt dat een consument nut (behoeftebevrediging) ontleent aan de aanschaf van goederen en dat hij streeft naar nutsmaximalisatie. Uitgaande van een model van twee soorten goederen, x1 en x2 kan men het nut beschouwen als een functie van de gevraagde hoeveelheden goed 1 en goed 2. In ongespecificeerde annotatie luidt deze nutsfunctie U = U(x1, x2). Deze nutsfunctie kan grafisch worden weergegeven met behulp van een indifferentiecurve of een isonutcurve. Dit is de verzameling van alle combinaties van de twee goederensoorten die de consument een gelijk nutsniveau oplevert. Hoewel nutsniveau moeilijk te kwantificeren is, kan men wel beredeneren dat naarmate een consument over meer eenheden goed x1 beschikt, hij steeds minder belang zal hechten aan vergroting van die hoeveelheid x1. De hoeveelheid x2 die hij bereid is op te geven voor een extra eenheid x1 zal steeds minder worden. Er is sprake van een afnemend grensnut, de Eerste wet van Gossen. De kromme heeft een convex verloop, de bolle kant ligt naar de oorsprong. 
Elke consument heeft een oneindig aantal mogelijke nutsniveau’s. Naarmate de indifferentiecurve verder van de oorsprong ligt, zullen combinaties op die  kromme een hoger nutniveau opleveren. In figuur 3 zijn verschillende indifferentiecurven in het blauw weergegeven. 
In zijn streven naar nutsmaximalisatie zal de consument zo veel mogelijk eenheden van goed x1 en van x2 willen aanschaffen. Hij wordt daarbij beperkt door zijn budget, zijn inkomen Y. Bij een gegeven omvang van het budget Y en gegeven prijzen voor goederen x1 en x2 kan men een budgetvergelijking opstellen: Y=px1.x1+px2.x2. Die budgetvergelijking kan grafisch worden weergegeven met behulp van een budgetlijn. Dit zijn combinatiemogelijkheden van goed x1 en x2 waarbij steeds het gehele inkomen van de consument wordt gebruikt voor de aanschaf van eenheden x1 en x2. In figuur 3 is de budgetlijn rood weergegeven. Punt x* in grafiek 3 vormt de optimumpositie voor deze consument. Dit punt ligt op de hoogst bereikbare isonutcurve, omdat nog net wordt voldaan aan de budgetbeperking. De marginale substitutievoet dx2/dx1 (de helling van de isonutcurve) is in dat punt gelijk aan de prijsverhouding tussen goed x1 en x2 ( –px1/px2, de helling van de budgetlijn). Er wordt voldaan aan de Tweede wet van Gossen.

### Grafische afleiding van de vraagcurve uit de prijsconsumptielijn
Stel dat de prijs van goed x1 daalt, maar dat het budget Y en de prijs van goed x2 constant worden gehouden. Het effect van deze prijsdaling is weergegeven in figuur 4a. Bij het oude prijsniveau kon de consument met zijn budget maximaal Oa eenheden goed x1 aanschaffen. Hieruit blijkt dat de oude prijs voor x1 gelijk was aan Y/Oa. Bij het nieuwe, lagere prijsniveau voor x1 is dat maximaal Ob eenheden x1 geworden, de nieuwe prijs blijkt Y/Ob te zijn. Omdat zowel het inkomen als de prijs voor x2 constant bleven zou de consument in beide situaties ook kunnen kiezen om maximaal Oc eenheden x2 aan te schaffen. Voor x2 verandert er immers niets. Het gaat hier echter uitsluitend om het effect op goed x1. 
Door de prijsdaling van x1 verschuift de budgetlijn van A naar B. In het oorspronkelijk optimum, dus bij een prijs van Y/Oa, werden Or eenheden x1 gevraagd. In het nieuwe optimum bij een prijs van Y/Ob zijn dat Os eenheden x1. Dit zijn twee punten van de individuele vraagcurve voor goed x1. Die zijn weergegeven in figuur 4b. De lijn waarmee de optima bij verschillende prijzen van x1 met elkaar kunnen worden verbonden, wordt de prijsconsumptielijn genoemd. Punten op deze lijn zijn ook punten op de individuele vraagcurve, zodat deze lijn kan worden gebruikt om de vraagcurve af te leiden.

### Vorm wordt bepaald door de exogene variabelen van het model
Uit deze afleiding blijkt dat de vorm en de ligging van de individuele vraagcurve niet alleen afhankelijk is van de voorkeuren van de consument, maar ook van het niveau waarop het inkomen Y constant wordt gehouden  en  de hoogte waarop de prijzen van de andere goederen in het model zijn vastgelegd. Bij een analyse van een vraagcurve dient dan ook met deze beperkingen rekening te worden gehouden.